# Scorpiops harmsi
Espèce
Scorpiops harmsi est une espèce de scorpions de la famille des Scorpiopidae.

## Distribution
Cette espèce est endémique du Népal. Elle se rencontre vers Deuvali à 2 100 m d'altitude dans l'Annapurna.

## Description
La femelle holotype mesure 54,78 mm.

## Étymologie
Cette espèce est nommée en l'honneur de Danilo Harms.

## Publication originale
- Kovařík, 2020 : Nine new species of Scorpiops Peters, 1861 (Scorpiones: Scorpiopidae) from China, India, Nepal, and Pakistan. Euscorpius, no 302, p. 1-43 (texte intégral).